# Moja ljubezen
Moja ljubezen je drugi studijski album Slavka Ivančića. Album je izšel leta 2003 pri založbi ZKP RTV Slovenija.

## Posvetilo
»Album posvečam svojemu očetu Slavku, ki na žalost ni dočakal mojih uspehov, na katere bi bil zelo ponosen. Še danes pogrešam najine nočne pogovore ob klavirju.« - Slavko Ivančić

## Seznam skladb
| Št. | Naslov                                         | Pisec                                          | Dolžina |
| --- | ---------------------------------------------- | ---------------------------------------------- | ------- |
| 1.  | „Moja ljubezen‟                                | P. Greblo/M. Čermak/P. Greblo                  | 3:40    |
| 2.  | „Ne morem več do tebe‟ (Duet z Nino Badrić)    | D. Rapotec/R. Pilepić/D. Mislej-Mef/D. Rapotec | 4:03    |
| 3.  | „Ogoljufan‟                                    | M. Legovič/D. Kenda Hussu/M. Legovič           | 3:34    |
| 4.  | „Dom refoška in ljudi‟                         | S. Ivančić/D. Mislej-Mef/M. Legovič            | 4:42    |
| 5.  | „Pošlji me v maloro‟                           | M. Legovič/D. Kenda Hussu/M. Legovič           | 3:18    |
| 6.  | „Moja prva...‟ (Duet z Oliverjem Dragojevićem) | Z. Runjić/Z. Runjić/D. Mislej-Mef/M. Legovič   | 4:00    |
| 7.  | „Super ego‟                                    | M. Legovič/D. Kenda Hussu/M. Legovič           | 3:34    |
| 8.  | „V neki drugi zgodbi‟ (Duet z Natašo Nardin)   | L. Klemenc/D. Kenda Hussu/L. Klemenc           | 4:41    |
| 9.  | „Nisem jaz‟                                    | S. Fajon/D. Mislej-Mef/S. Fajon                | 3:42    |
| 10. | „Kad san ti va uho šapćal‟                     | S. Ivančić/L. Car Matutinović/S. Ivančić       | 3:12    |
| 11. | „Ko mene več ne bo‟ (S skupino Lavanda)        | S. Fajon/D. Mislej-Mef/S. Fajon                | 3:47    |

## Zasedba
- Slavko Ivančić – solo vokal, zbori, sintetizator in klavir (10)
- Marino Legovič – programiranje, spremljevalni vokal (4-7)
- Zdenko Cotič – kitare (4-7)
- Henry Radanović – bas (2)
- Lara Baruca – spremljevalni vokal (4, 9)
- Bor Zuljan – kitare (1, 2)
- Sašo Fajon – kitare (9), programiranje (9, 11)
- Duško Rapotec-Ute – programiranje (2)
- Igor Geržina – saksofon (2)
- Boštjan Gombač – irska piščal (9)
- Emanuel Toskić – bas (6, 7)
- Matjaž Švagelj – kitare, spremljevalni vokal (8)
- Lean Klemenc – spremljevalni vokal, programiranje (8)
- Aleksandra Čermelj – spremljevalni vokal (5)
- Polona Furlan – spremljevalni vokal (1)
- Anja Bukovec – violina (1)
- Klemen Bračko – viola, violina (1)
- Petra Gačnik – violončelo (1)
- Patrik Greblo – spremljevalni vokal, programiranje (1)

## Udeležbe na festivalih
- »Ogoljufan« – Hit festival 2002
- »Nisem jaz« – Slovenska popevka 2001 – nagrada za izvajalca, nagrada za besedilo
- »Ko mene več ne bo« – Melodije morja in sonca 2003 – nagrada za najboljšo priredbo, nagrada za najboljšo pesem v celoti, nagrada za najboljše besedilo